# 勝俣誠
勝俣 誠（かつまた まこと、1946年 - ）は、日本の経済学者。明治学院大学名誉教授。専門は、開発経済学、アフリカ地域研究、国際政治経済論。
東京都生まれ。1969年、早稲田大学政治経済学部卒業。78年、パリ第一大学博士課程修了（開発経済学博士）。82年から84年まで、セネガルのダカール大学法経済学部に勤務。明治学院大学助教授・教授を歴任し、2014年に退職。

## 著書

### 単著
- 『現代アフリカ入門』岩波書店〈岩波新書〉、1991年。
- 『アフリカは本当に貧しいのか : 西アフリカで考えたこと』朝日新聞社〈朝日選書〉、1993年。
- 『新・現代アフリカ入門：人びとが変える大陸』岩波書店〈岩波新書〉、2013年。
- 『娘と話す 世界の貧困と格差ってなに?』現代企画室、2016年。

### 編著
- 『サハラのほとり : サヘルの自然と人びと』TOTO出版、1992年（門村浩との共編著）。
- 『グローバル化と人間の安全保障 : 行動する市民社会』日本経済評論社、2001年。
- 『脱成長の道：分かち合いの社会を創る』コモンズ、2011年。

## 訳書
- ウィリアム・アーサー・ルイス『人種問題のなかの経済』産業能率大学出版部、1988年。
- ミシェル・ボー『資本主義の世界史：1500—1995』藤原書店、1996年（筆宝康之との共訳）。
- ジャン・ジグレール『世界の半分が飢えるのはなぜ?』合同出版、2003年。ISBN 978-4772603133。
- ミシェル・ボー『資本主義の世界史：1500-2010〈増補新版〉』藤原書店、2015年（筆宝康之との共訳）。